# スキルミオン
物性物理学において、スキルミオン（英: skyrmion [ˈskɜːrmi.ɒn]、スカーミオンとも）とは、連続場に生じる位相幾何学的に特徴のある渦のモデルをいう。この渦はそれぞれが粒子のように振る舞うため、有限な質量を持つ準粒子とみることができる。1962年、トニー・スカームによりバリオンの量子重ね合わせと共鳴状態を説明するために考案された。原子核物性からも予言された。このモデルは高等数学的で、数学的な要請により明示的に非線形である。元々は高エネルギー物理に端を発するが、現在では固体物理において応用され、情報技術分野から興味を集めている。ボース＝アインシュタイン凝縮体、超伝導体、磁性薄膜、カイラルネマティック液晶中のスキルミオンが報告されている。

## 概要
スキルミオンモデルはフェルミオン（核子）を、ボソン場から生じる特殊なソリトンとしてモデル化する（強い相互作用を中間子の交換で説明する非線形古典場）。1980年代初頭、エドワード・ウィッテンの仕事と、有名なバッグ模型（ケネス・A・ジョンソンの項目も参照）とは独立に提唱され、量子ホール効果と関連づけて議論された。現在では、表面・界面磁性系におけるスキルミオンも発見されている。
固体物理学、特に発展著しいスピントロニクス技術の分野で、磁気スキルミオンと呼ばれる位相幾何学的に非自明なスピン配置が注目されている。二次元磁気スキルミオンは、たとえば三次元スピン「ハリネズミ (hedgehog)」をステレオ投影すると得られるようなスピン配置である。すなわち、円の周縁領域では上向きの北極スピンを、円の中心点では下向きの南極スピンをもつような分布になる。
磁気スキルミオンは、カイラル磁性体を磁場下に置いた時に、電子スピン数千個程度の大きさのものが生じることが知られている。微小なにより固体中を自由に動かすことができ、ジュール熱をほとんど出さずに制御できる可能性が示されたため、低消費電力と高密度実装を実現する不揮発性メモリとしての応用が期待されている。

## 数学的定義
場の理論では、スキルミオンは非自明な対象多様体トポロジーの非線形シグマモデルに対する、ホモトピー的に非自明な古典解である。したがって、スキルミオンは位相的ソリトンである。例として、中間子のカイラル模型が挙げられる。この場合、対象多様体は次の構造群の等質空間である。
{\displaystyle \left({\frac {\mathrm {SU} (N)_{\mathrm {L} }\times \mathrm {SU} (N)_{\mathrm {R} }}{\mathrm {SU} (N)_{\text{diag}}}}\right)}
ここで、 SU(N)L および SU(N)R は SU(N) 行列のそれぞれ左部分と右部分であり、SU(N)diag は対角部分群である。
時空がトポロジー S3×R を持つとき、古典配置は整数回転数に分類される。これは、三次のホモトピー群
{\displaystyle \pi _{3}\left({\frac {\mathrm {SU} (N)_{\mathrm {L} }\times \mathrm {SU} (N)_{\mathrm {R} }}{\mathrm {SU} (N)_{\text{diag}}}}\cong \mathrm {SU} (N)\right)}
が整数の環と等価なためである。ここで、等号は位相同型を意味している。
カイラルラグランジアンに位相幾何学的項が追加されることがあり、このときその積分はホモトピー類にのみ依存する。この結果として量子化されたモデルに超選択セクターが生じる。スキルミオンはサイン・ゴルドン方程式のソリトンとして近似することができる。ベーテ仮設その他により量子化すると、質量を持ち、シリング模型に従って相互作用するフェルミオンとなる。

## 磁性体・データ記録媒体
反転対称性を持たずジャロシンスキー・守谷相互作用が重要な役割を果すカイラル磁性体において、磁気スキルミオンが現われることが知られている。このスキルミオンのサイズは 1 nm （Ir (111) 上の鉄の場合の例）から 1200 nm 程度である。研究の結果、スキルミオンを走査型トンネル顕微鏡により読み書きすることが可能となっている。磁気スキルミオンの小ささとエネルギー消費の低さから、スキルミオンの在不在を表わすトポロジカルチャージによりビットの「1」と「0」を表わす形式のデータ記録媒体や、その他のスピントロニクスデバイスへの将来的な応用が期待されている。室温において安定なスキルミオンの報告もある。